# Hippeophyllum
Hippeophyllum – rodzaj roślin z rodziny storczykowatych (Orchidaceae). Obejmuje 10 gatunków występujących w Azji Południowo-Wschodniej w takich krajach i regionach jak: Archipelag Bismarcka, Borneo, Jawa, Malezja Zachodnia, Moluki, Nowa Gwinea, Filipiny, Wyspy Salomona, Celebes, Sumatra.

## Systematyka
Rodzaj sklasyfikowany do plemienia Malaxideae, podrodzina epidendronowe (Epidendroideae), rodzina storczykowate (Orchidaceae), rząd szparagowce (Asparagales) w obrębie roślin jednoliściennych.
Wykaz gatunków
- Hippeophyllum alboviride J.J.Sm.
- Hippeophyllum biakense J.J.Sm.
- Hippeophyllum celebicum Schltr.
- Hippeophyllum halmaherense J.J.Sm.
- Hippeophyllum hamadryas (Ridl.) Schltr.
- Hippeophyllum micranthum Schltr.
- Hippeophyllum papillosum Schltr.
- Hippeophyllum scortechinii (Hook.f.) Schltr.
- Hippeophyllum sulense J.J.Sm.
- Hippeophyllum wenzelii Ames